# Зарецкий, Пётр Аникеевич
Пётр Аникеевич Зарецкий (1793—1866) — генерал-майор русской императорской армии.

## Биография
Происходил из беспоместных дворян Сосницкого уезда Черниговской губернии. Родился в 1793 году.
На военной службе с 1815 года; с 26.2.1820 — офицер. В середине 1825 года А. И. Тютчев предложил ему вступить в Общество соединенных славян, но Зарецкий отметив, что оно имеет злое намерение, ответил отказом. Тем не менее в сентябре того же года, Тютчев при очередной встрече, повторив своё приглашение, заметил, что уже записал Зарецкого в число членов общества. Зарецкий высказал своё возмущение и Тютчеву пришлось извиняться. После этого, Зарецкого уговаривали Спиридов, Громницкий и Лисовский, которые, не получив согласия, «просили его хранить сие, по крайней мере, в тайне». За недонесение о тайном обществе Зарецкий был привлечён к ответственности и 15 декабря 1826 года «высочайше было повелено, продержав месяц на гауптвахте, определить в полки 3 пехотной дивизии под строгий надзор полкового, бригадного и дивизионного начальства» .
Был произведён в генерал-майоры 26 ноября 1852 года. В 1854 году был командующим резервной бригады 21-й пехотной дивизии.
За выслугу лет получил орден Св. Георгия 4-й степени (№ 6995; 4 декабря 1843).
Умер 17 (29) июля 1866 года в г. Бахмут Екатеринославской губернии, где и был похоронен.